# Limnonectes modestus
Limnonectes modestus es una especie de anfibio anuro del género Limnonectes de la familia Dicroglossidae.

## Distribución geográfica
Es originaria de las Célebes y las Molucas (Indonesia).